# سلالة يوان الشمالية
كانت يوان الشمالية نظام حكم أسري تحكمه قبيلة بورجغين المغولية الموجودة في هضبة منغوليا. نَشُطت بعد انهيار سلالة يوان الحاكمة في الصين عام 1368 واستمرت حتى إخضاعها من قِبل سلالة جين اللاحقة الجورشنية (أي من شعب الجورشن) عام 1635. بدأت سلالة يوان الشمالية مع نهاية حكم أسرة يوان في الصين الفعلية (أو الداخلية) وانسحاب فلول اليوان بقيادة توغون تيمور (الإمبراطور هيزونغ من أسرة يوان) إلى السهب المنغولي. تضمنت هذه الفترة صراعات طائفية وغالبًا كان للخان الأكبر دور اسمي فقط.
وحّد ديان خان وماندوخاي خاتون الأمة المغولية بكاملها في القرن الخامس عشر. لكن، توزيع ديان خان لامبراطوريته بين أبناءه وأقاربه كإقطاعيات سبّب لامركزية في الحكم الإمبراطوري. رغم هذه اللامركزية، كان هناك وفاق ملحوظ مستمر ضمن أرستقراطية ديان خان، ولم تعرف سلالة جنكيز خان للحرب الأهلية سبيلًا حتى فترة حكم ليغدان خان (1604 – 1634)، الذي شهدت سلطته ضُعفًا بسبب نزاعاته مع القبائل المغولية وهُزم من قِبل شعب المانشو. تضمنت أخر ستين سنة من هذه الحقبة التغلغل الكبير للبوذية التبتية في المجتمع المغولي.

## التاريخ

### الأصل
تكونت سلالة يوان الشمالية من فلول سلالة يوان التي أسسها قوبلاي خان (حكمَ: 1260 – 1294) عام 1271. بعد القضاء على سلالة سونغ عام 1276 وتدمير آخر مقاومة صينية عام 1279، حكمت سلالة يوان بقيادة المغول (1271 – 1368) الصين بكاملها لما يقارب قرن من الزمن. حتى قبل سلالة يوان، هيمن المغول على الصين الشمالية لأكثر من 40 عامًا، منذ هزيمتهم لسلالة جين الجورشنية عام 1234.
بدأ انهيار حكم المغول في الصين عام 1344 حين فاض النهر الأصفر وغيّر مساره، مسببًا حالات جفاف كبيرة وحالات غمر وجعل القناة الكبرى غير سالكة. في عام 1351، اندلع تمرد العمامة الحمراء في وادي نهر هواي، وشهد هذا التمرد ظهور زو يوانزانغ، فلاح من شعب الهان الصيني، الذي أسس في النهاية سلالة مينغ (1368 – 1644) في جنوب الصين. في عام 1368، تقدم جيش من المينغ إلى العاصمة اليوانية خانباليق أو دادو (بكين في يومنا الحالي).

### الانسحاب إلى منغوليا (1368 – 1388)
فر توغون تيمور (حكم: 1333 – 1370)، آخر حاكم لسلالة يوان، شمالًا إلى شاندو (متوضعة في يومنا الحالي في منغوليا الداخلية) من دادو إثر تقدم قوات سلالة المينغ. حاول استعادة دادو لكنه فشل وتوفي في ينتشانغ (المتوضعة في منغوليا الداخلية في يومنا هذا) بعدها بسنتين (1370). استولى المينغ على ينتشانغ بعد وقت قصير من وفاته.
انسحب المغول إلى قراقورم بعد سقوط ينتشانغ عام 1370، حيث استمروا بإطلاق اسم أسرة يوان العظمى على أنفسهم، والمعروفة باسم سلالة يوان الشمالية أو ببساطة يوان الشمالية. سعى جيش المينغ خلف فلول اليوان إلى منغوليا عام 1372، لكنهم هُزموا من قِبل بيليغتو خان أيوشريدارا (حكم: 1370 – 1378) وجنراله كوكيه تيمور (توفي عام 1375). في عام 1375، غزا ناغاتشو، مسؤول مغولي تابع لبيليغتو خان في مقاطعة لياويانغ، ليادونغ بهدف استعادة السلطة المغولية في الصين. على الرغم من أنه استمر بالحفاظ على منشوريا الجنوبية، إلا أن ناغاتشو استسلم في النهاية لسلالة المينغ عام 1387 – 1388. أيضًا في وقت سابق، هُزم وقُتل موالو أسرة يوان التابعون للأمير باسالاورمي (لقب الوراثة: أمير ليانغ) – من سلالة قوبلاي خان - في يونان وقويتشو من قِبل المينغ عام 1381 – 1382.
في عام 1380، غزا المينغ يوان الشمالية ونهبوا قراقورم، إلا أنهم أُجبروا في النهاية على الانسحاب. أُخذ نحو 70,000 أسير مغولي. في عام 1387، هزم المينغ قبيلة يوريانخاي المغولية، وحققوا في السنة التالية انتصارًا ساحقًا حول بحيرة بوير ضد الأوسخال خان توغوس تيمور. شتتت هزيمة الأوسخال خان بفعالية قوة اليوان في السهوب وسمحت للأويرات، وهم المغول الغربيون، بالبروز وأصبحوا صانعي ملوك مملكة يوان الشمالية.
عزز حكام يوان الشمالية الجنكيزيين (أي من سلالة جنكيز خان) زعمهم على الصين أيضًا، وتمسكوا بلقب إمبراطور (أو الخان الأكبر) يوان العظمى لمقاومة المينغ الذين أصبحوا بحلول ذلك الوقت الحاكم الحقيقي للصين. وفقًا لتقليد العقيدة السياسية الصينية، يكون هناك سلالة شرعية واحدة فقط ويكون حكامها مباركين من السماء ليتمكنوا من الحكم تحت اسم إمبراطور الصين، لذا أنكر المينغ أيضًا شرعية فلول اليوان كأباطرة للصين، مع أنهم أخذوا بالاعتبار اليوان السابقين الذين نجحوا بأن يكونوا سلالة حاكمة شرعية.

## هيمنة الأويرات (1388 – 1478)
في عام 1388، جرى الاستيلاء على العرش اليواني الشمالي من قِبل جوريغتو خان يسودير، الذي ينحدر من سلالة أريك بوغ (ابن تولي)، بدعم من الأويرات. في السنة التالية، أسس أحد رعايا الأوسخال خان، غوناشيري، سليل جغتاي خان، دولته الصغيرة التي تدعى كارا ديل في هامي.
شهد القرن التالي تعاقب حكام السلالة الجنكيزية، وكان العديد منهم حكام صوريين فحسب وُضعوا على العرش من قِبل أمراء الحرب، الذي صدف وكانوا الأكثر قوة. من نهاية القرن الرابع عشر وما بعد  ظهرت تعيينات مختلفة مثل «فترة الملوك الصغار». وقف الأورايت (المغوليون الغربيون) من جهة، وعلى الجهة الأخرى وقف الخورتشين (المغوليون الشرقيون). في حين عيّن الأويرات خاناتهم من سلالة أريك بوك وأمراء آخرين، دعم أروغتاي من مجموعة أسود العسكرية خانات اليوان السابقين المتحدرين من سلالة قوبلاي. حاولت عائلة أوغيدي أيضًا لوقت وجيز إعادة توحيد المغول تحت حكمها.
انقسم المغول إلى ثلاث مجموعات رئيسية: الأويرات في الغرب، الأوريانخاي في الشمال الشرقي، والخورتشين بينهما. استسلم الأوريانخاي لسلالة المينغ في ثلاثينيات القرن الرابع عشر. قسمهم المينغ إلى ثلاث حاميات: دويين وتاينين وفويو.
كانت علاقات يوان مع سلالة المينغ عبارة عن موجات متقطعة من الصراع تخللها فترات من العلاقات السلمية وتجارات عبر الحدود. في عام 1402، ألغى أوروغ تيمور خان (غيليتشي) اسم سلالة يوان العظمى؛ بيد أنه، هُزم من قِبل أولجي تيمور خان (بانياشيري، حكم: 1403 – 1412)، بدعم من تيمورلنك (توفي: 1405)، في عام 1403. تحالف معظم النبلاء المغوليين التابعين للمستشار أروغتاي مع أولجي تيمور. أصدر الإمبراطور يونغلي (حكم: 1402 – 1424) إنذارًا نهائيًا لأولجي تيمور مُطالبًا بقبوله لسلالة المينغ كدولة مهيمنة. رفض أولجي تيمور، مما أدى إلى قيام سلالة المينغ بعدة حملات ضد المغول. في عام 1409، دخل جيش من المينغ بتعداد 100,000 شخص، منغوليا لكنهم هُزموا أمام أولجي تيمور وأروغتاي في معركة خيرلين. في السنة التالية، قاد الملك يونغلي شخصيًا حملة عسكرية إلى منغوليا وهزم المغول. بعد وفاة أولجي تيمور، توّجَ الأويرات تحت قيادة باهامو (محمود) (توفي: 1417) ديلبغ خان من سلالة أريك بوكا عام 1412. في الأصل دعم المينغ الأويرات في صراع سلطتهم مع المغوليين الشرقيين، لكن مع هيمنة الأويرات عليهم، سحب المينغ دعمهم. بعد عام 1417 هيمن أروغتاي مرة أخرى، وقام يونغلي بحملات ضده عام 1422 و1423. دفع توغان، وهو خليفة باهامو، أروغتاي شرق جبال الخينغان الكبرى عام 1433. قتله الأويرات في غرب باوتو في السنة التالية. حاول حليف أروغتاي أداي خان (حكم 1425 – 1438) الصمود والمواجهة مرة أخيرة في إيجني قبل أن يُقتل أيضًا.
توفي توغان في نفس العام الذي انتصر فيه على أداي. أحضر ابنه إيسين تايشي (حكم: 1438 – 1454) الأويرات إلى قمة سلطتهم. تحت ظل خاناته الدمى، سيطر على مغولستان وسحق حاميات الأوريانخاي الثلاثة وكارا ديل والجورشين. في عام 1449 هزم جيشًا قويًا من المينغ مؤلفًا من 500,000 شخص، من خلال 20,000 خيّال فقط وأسر الإمبراطور زينتونغ في معركة تومو (تُعرف اليوم باسم أزمة تومو). لكن بعد هذا النصر المذهل، فشل إيسين بأخذ بكين عاصمة المينغ. في السنة التالية، أُبرم سلام بين الطرفين وسُمح للإمبراطور المأسور بالعودة إلى الوطن. بعد إعدام المتمردين تايسونغ خان (حكم: 1433 – 1453) وشقيقه أغبارجين عام 1453، لم يأخذ إيسين لقب خان فحسب، بل لقب إمبراطور يوان أيضًا. أدى هذا الأمر إلى إثارة معارضة انتشرت بين الجنكيزيين (من سلالة جنكيز خان)، وفي عام 1455 أدت سلسلة من الثورات إلى وفاة إيسين. إثر وفاته بدأ الأويرات بالانحدار، ولم يتعافوا حتى ظهورهم كخانات زنغهار في القرن السابع عشر.
من وفاة إيسين إلى عام 1481 تحارب أمراء الحرب من الخارتشين والبيلغوتيّ ومغول الأوردوس على الخلافة وتوّج كل منهم خاناته من السلالة الجنكيزية. يُدعى بعضهم من قِبل المؤرخين المغوليين بالأويغور ويمكن أن يكون لهم بعض الروابط مع واحة هامي. خلال فترة حكمه، انتصر ماندول خان (1475 – 1478) على معظم أمراء حرب المغول قبل وفاته عام (1478).